# Adelaide di Borbone-Orléans
Adelaide di Borbone-Orléans (Louise Marie Adélaïde Eugénie; Parigi, 23 agosto 1777 – Parigi, 31 dicembre 1847) è stata una principessa francese.
Ebbe il titolo di Mademoiselle de Chartres alla nascita, Mademoiselle d'Orléans alla morte della sua sorella gemella nel 1782, Mademoiselle (1783-1812) e Madame Adélaïde (1830). Quale membro della Casa dei Borbone, ella fu una Principessa reale.

## Biografia

### Infanzia
Figlia gemella di Luigi Filippo II di Borbone-Orléans, chiamato Philippe Égalité durante la rivoluzione francese, e sua moglie Luisa Maria Adelaide di Borbone.

### Rivoluzione ed esilio
Durante la rivoluzione francese, nel 1792, lasciò la Francia, con la sua governante, Madame de Genlis. Esse andarono in Belgio e quindi in un convento in Svizzera. Durante il Regime del Terrore suo padre venne ghigliottinato e sua madre esiliata in Spagna. Nella primavera del 1794, Adélaïde si trasferì a casa di sua zia, Maria Fortunata d'Este. Nel 1798 si spostò in Baviera e quindi a Bratislava, ed infine, nel 1801, si ricongiunse a sua madre a Barcellona in Spagna.

### A Parigi
Ritornò a Parigi dopo la caduta di Napoleone nel 1814, aprì un salotto e fece di Palais-Royal il centro del liberalismo organizzando un sostegno a suo fratello.

### Monarchia di luglio
Quando Luigi Filippo divenne re di Francia, nel regno conosciuto come Monarchia di luglio (1830-1848), ella fu nota come Madame Adélaïde. Per tutta la vita fu il suo consigliere fedele o, nel gergo del XIX secolo, la sua "Egeria". Fu lei che, a quanto pare, lo incoraggiò ad accettare la corona durante la rivoluzione di luglio, e la sua influenza continuò indisturbata durante il suo regno.
Viene descritta come semplice e immaterialistica.

### Morte
La principessa Adelaide morì a Parigi il 31 dicembre 1847 e venne sepolta nella Cappella Reale di Dreux.

## Ascendenza
|                                                     |                                              |                                    | Genitori                                     |  |  | Nonni |  |  | Bisnonni                 |  |  | Trisnonni                     |  |
|                                                     |                                              |                                    |                                              |  |  |       |  |  | Luigi di Borbone-Orléans |  |  | Filippo II di Borbone-Orléans |  |
|                                                     |                                              |                                    |                                              |  |  |       |  |  | Luigi di Borbone-Orléans |  |  | Filippo II di Borbone-Orléans |  |
|                                                     |                                              | Francesca Maria di Borbone-Francia |                                              |  |  |       |  |  | Luigi di Borbone-Orléans |  |  |                               |  |
| Luigi Filippo I di Borbone-Orléans                  |                                              |                                    |                                              |  |  |       |  |  | Luigi di Borbone-Orléans |  |  |                               |  |
|                                                     |                                              | Augusta di Baden-Baden             | Luigi Guglielmo di Baden-Baden               |  |  |       |  |  |                          |  |  |                               |  |
|                                                     |                                              | Augusta di Baden-Baden             | Luigi Guglielmo di Baden-Baden               |  |  |       |  |  |                          |  |  |                               |  |
|                                                     |                                              | Augusta di Baden-Baden             | Sibilla Augusta di Sassonia-Lauenburg        |  |  |       |  |  |                          |  |  |                               |  |
| Luigi Filippo II di Borbone-Orléans                 |                                              | Augusta di Baden-Baden             |                                              |  |  |       |  |  |                          |  |  |                               |  |
|                                                     |                                              | Luigi Armando II di Borbone-Conti  | Francesco Luigi di Borbone-Conti             |  |  |       |  |  |                          |  |  |                               |  |
|                                                     |                                              | Luigi Armando II di Borbone-Conti  | Francesco Luigi di Borbone-Conti             |  |  |       |  |  |                          |  |  |                               |  |
|                                                     |                                              | Luigi Armando II di Borbone-Conti  | Maria Teresa di Borbone-Condé                |  |  |       |  |  |                          |  |  |                               |  |
| Luisa Enrichetta di Borbone                         |                                              | Luigi Armando II di Borbone-Conti  |                                              |  |  |       |  |  |                          |  |  |                               |  |
|                                                     |                                              | Luisa Elisabetta di Borbone        | Luigi III di Borbone-Condé                   |  |  |       |  |  |                          |  |  |                               |  |
|                                                     |                                              | Luisa Elisabetta di Borbone        | Luigi III di Borbone-Condé                   |  |  |       |  |  |                          |  |  |                               |  |
|                                                     |                                              | Luisa Elisabetta di Borbone        | Luisa Francesca di Borbone                   |  |  |       |  |  |                          |  |  |                               |  |
| Adelaide d'Orléans                                  |                                              | Luisa Elisabetta di Borbone        |                                              |  |  |       |  |  |                          |  |  |                               |  |
|                                                     | Luigi Alessandro di Borbone, conte di Tolosa | Luigi XIV di Francia               |                                              |  |  |       |  |  |                          |  |  |                               |  |
|                                                     | Luigi Alessandro di Borbone, conte di Tolosa | Luigi XIV di Francia               |                                              |  |  |       |  |  |                          |  |  |                               |  |
|                                                     | Luigi Alessandro di Borbone, conte di Tolosa | Françoise-Athénaïs di Montespan    |                                              |  |  |       |  |  |                          |  |  |                               |  |
| Luigi Giovanni Maria di Borbone, Duca di Penthièvre | Luigi Alessandro di Borbone, conte di Tolosa |                                    |                                              |  |  |       |  |  |                          |  |  |                               |  |
|                                                     |                                              | Marie Victoire de Noailles         | Anne Jules di Noailles                       |  |  |       |  |  |                          |  |  |                               |  |
|                                                     |                                              | Marie Victoire de Noailles         | Anne Jules di Noailles                       |  |  |       |  |  |                          |  |  |                               |  |
|                                                     |                                              | Marie Victoire de Noailles         | Marie Françoise de Bournonville              |  |  |       |  |  |                          |  |  |                               |  |
| Luisa Maria Adelaide di Borbone                     |                                              | Marie Victoire de Noailles         |                                              |  |  |       |  |  |                          |  |  |                               |  |
|                                                     |                                              | Francesco III d'Este               | Rinaldo d'Este                               |  |  |       |  |  |                          |  |  |                               |  |
|                                                     |                                              | Francesco III d'Este               | Rinaldo d'Este                               |  |  |       |  |  |                          |  |  |                               |  |
|                                                     |                                              | Francesco III d'Este               | Carlotta Felicita di Brunswick-Lüneburg      |  |  |       |  |  |                          |  |  |                               |  |
| Maria Teresa d'Este                                 |                                              | Francesco III d'Este               |                                              |  |  |       |  |  |                          |  |  |                               |  |
|                                                     |                                              | Carlotta Aglaia di Borbone-Orléans | Filippo, Duca d'Orléans, reggente di Francia |  |  |       |  |  |                          |  |  |                               |  |
|                                                     |                                              | Carlotta Aglaia di Borbone-Orléans | Filippo, Duca d'Orléans, reggente di Francia |  |  |       |  |  |                          |  |  |                               |  |
|                                                     |                                              | Carlotta Aglaia di Borbone-Orléans | Francesca Maria di Borbone                   |  |  |       |  |  |                          |  |  |                               |  |
|                                                     |                                              | Carlotta Aglaia di Borbone-Orléans |                                              |  |  |       |  |  |                          |  |  |                               |  |